# Marktl
Marktl (talvolta chiamato, non ufficialmente, Marktl am Inn, "Marktl sull'Inn") è un comune-mercato tedesco del circondario di Altötting in Baviera, a breve distanza dal confine con l'Austria.

## Geografia fisica
Marktl dista 109 km da Monaco di Baviera e si trova sul fiume Inn, a 10 km dalla confluenza del Salzach con l'Inn, che delimita il confine con l'Austria.
Parte del confine orientale del comune è delimitato dal torrente Turken, che confluisce nell'Inn poco a sud di Marktl.

## Origini del nome
Il nome di Marktl deriva dalla sua origine feudale alto-medioevale di comune mercato, ed infatti in tedesco il toponimo è il diminutivo di Markt, equivalente a mercato, e significa perciò "mercatino".

## Storia

### Simboli
Lo stemma è stato concesso il 12 maggio 1447 da Ludovico IX di Wittelsbach.

## Monumenti e luoghi d'interesse
- Chiesa di Sant'Osvaldo (Pfarrkirche St. Oswald)
- Chiesa di San Sebastiano (Kirche St. Sebastian) a Leonberg
- Chiesa di San Nicola (Kirche St. Nikolaus) a Bergham
- Benediktsäule (Colonna di Benedetto), dedicata a Benedetto XVI nel 2005
- Casa natale di papa Benedetto XVI

## Amministrazione

### Gemellaggi
- Gönnheim
- Sotto il Monte Giovanni XXIII, dal 2009[3]
- Wadowice, dal 2006